# دانيلو غراسي
دانيلو غراسي (بالإيطالية: Danilo Grassi)‏ هو دراج إيطالي، ولد في 1941 في Lonate Pozzolo ‏ في إيطاليا.

## وصلات خارجية
- دانيلو غراسي على موقع أرشيف الدراجات (الإنجليزية)
- دانيلو غراسي على موقع إحصائيات الدراجات الإحترافية (الإنجليزية)
- دانيلو غراسي على موقع CycleBase (الإنجليزية)